# Bövinghausen (Dortmund)
Bövinghausen ist der Statistische Bezirk 71 und zugleich ein Stadtteil der kreisfreien Großstadt Dortmund. Er grenzt im Norden an Castrop-Rauxel, Stadtteil Merklinde, im Osten an Westrich, im Süden an Lütgendortmund und im Westen an Bochum, Stadtteil Gerthe. Er ist zusammen mit Holte-Kreta der westlichste Vorort Dortmunds, hat 5.760 gemeldete Einwohner (Stand: 31. Dezember 2024) und umfasst eine Fläche von etwa drei Quadratkilometern. Er ist damit ein relativ kleiner Vorort Dortmunds.
Bövinghausen wurde erstmals 882 urkundlich erwähnt. Das Industriedenkmal Zeche Zollern II/IV zieht zahlreiche Besucher an.

## Geschichte

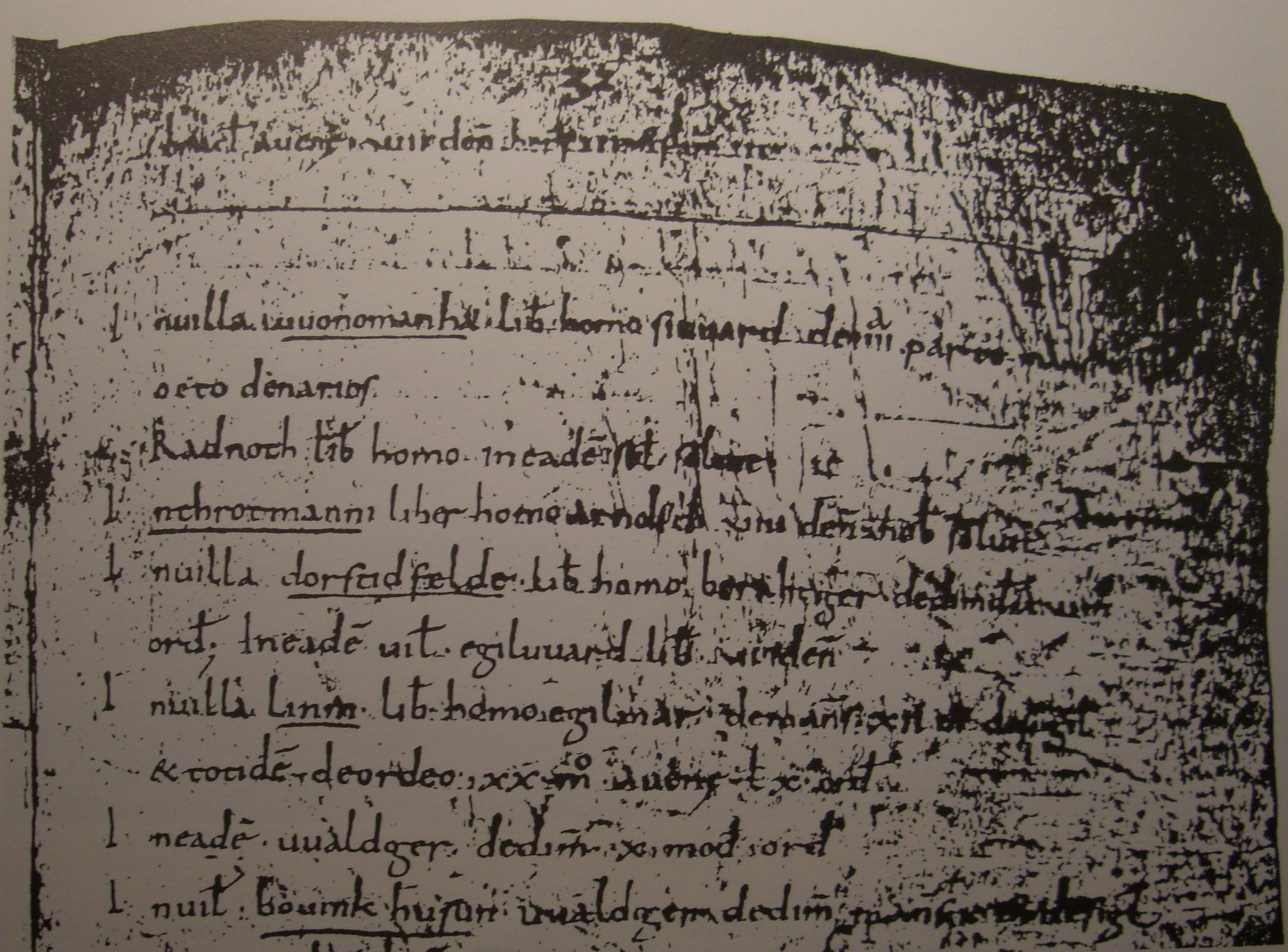
Erste Erwähnung Bövinghausens in der Hebeliste des Klosters Werden

### Mittelalter
Im Heberegister des Klosters Werden aus dem Jahr 882 findet sich die erste urkundliche Erwähnung Bövinghausens gemeinsam mit der Dortmunds: In Throtmanni liber homo Arnoldus VIII denarios solvit (In Dortmund zahlt uns der freie Mann Arnold acht (Silber-)Pfennige). Es heißt weiter In Bövinghausen zahlt Waldger von einer halben Hufe (halbe Hofstelle) 10 Scheffel Roggen und acht Pfennig Heerschilling.
Eine zweite Erwähnung fand aufgrund der Eingemeindung zu Castrop im Jahr 890 unter dem Namen bovink husun statt.

### 19. Jahrhundert
Vor Beginn des 19. Jahrhunderts bestand Bövinghausen lediglich aus einigen Bauernhöfen und Bürgerhäusern an der 1808 von Napoleon erbauten Provinzialstraße. Im Jahr 1818 lebten in der Bauerschaft Bövinghausen 147 Personen in 16 Häusern, 1849 waren es 181 Einwohner in 21 Häusern. Verwaltet wurde die Bauerschaft durch das Amt Mengede. In der Gastwirtschaft Provinzialstraße 398 wechselte man die Pferde der Postkutsche.
Zu Beginn der zweiten Hälfte des 19. Jahrhunderts setzte der Kohle-Aufschwung auch in Bövinghausen ein, da zwischen 1853 und 1858 in der näheren Umgebung insgesamt vier Zechen eröffnet wurden. Ein weiterer wichtiger Faktor war der Bau der Emschertalbahn durch Bövinghausen im Jahr 1878, welche zum Kohle-Abtransport benötigt wurde. Zu dieser Zeit entstand auch die Bövinghauser Brücke, die bei steigender Frequentierung der Gleise notwendig wurde. Über sie führt heute die Bövinghauser Straße.

### 20. Jahrhundert

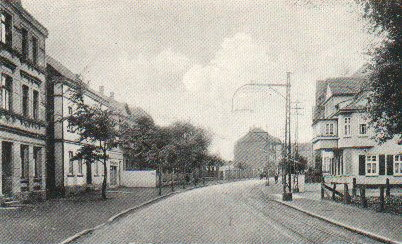
Provinzialstraße (etwa 1910)

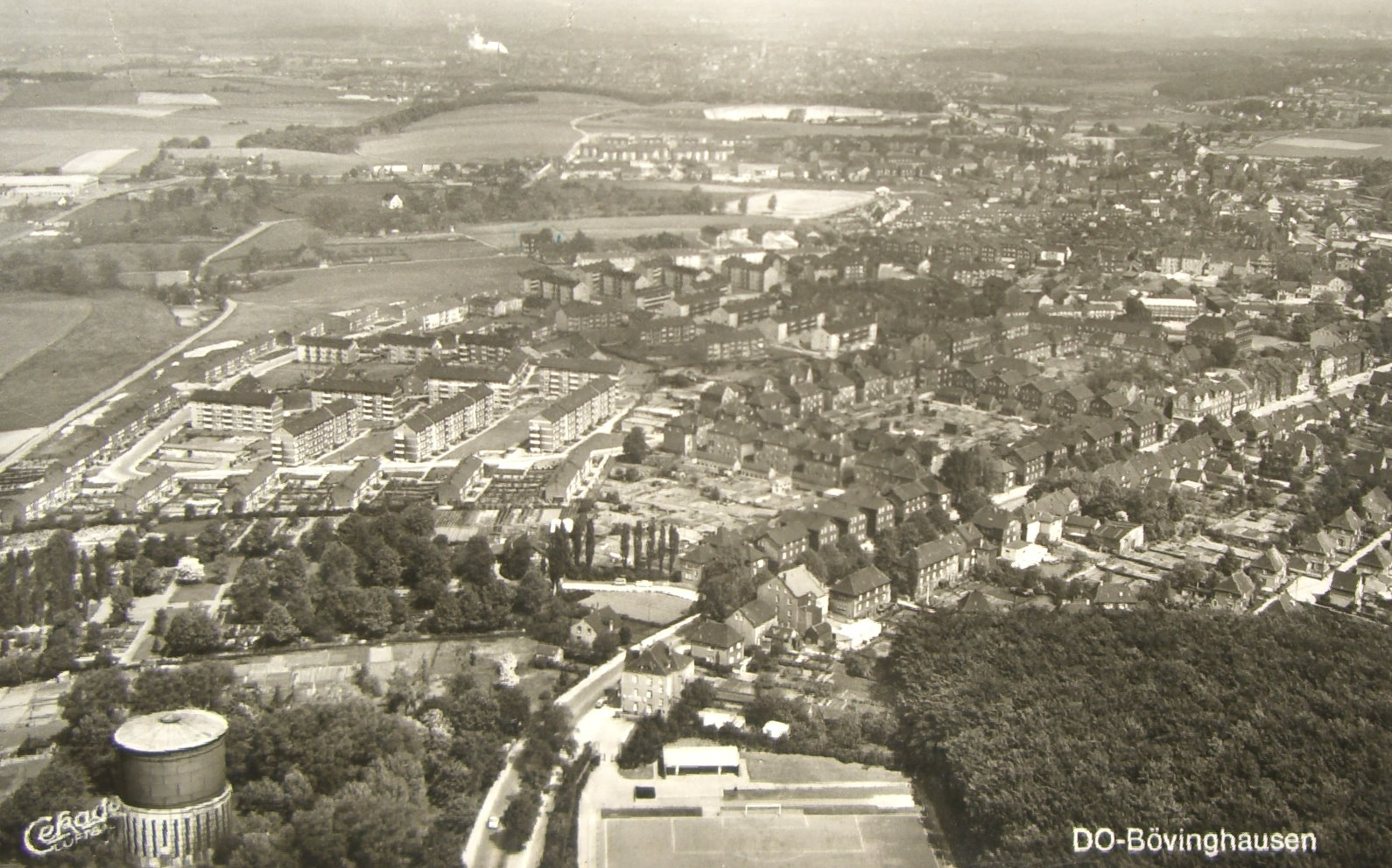
Luftbild Bövinghausens um 1950

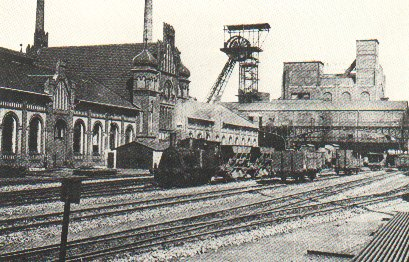
Zeche Zollern II/IV (Anfang 20. Jh.)

Die stärkste Phase des Aufschwungs setzte zu Beginn des 20. Jahrhunderts mit dem Bau der Zeche Zollern II/IV (1898–1904) ein. Die im Stil der Backsteingotik errichtete Zeche galt als eine der modernsten im Lande. Sie besaß die erste elektrische Fördermaschine der Welt, deren Generatoren auch in den Straßen Bövinghausens eine elektrische Straßenbeleuchtung ermöglichten. Als Folge setzte ein Zuwanderungsboom – vor allem durch Arbeiter aus Preußen und Schlesien – in den aufblühenden Industrieort ein. Die Einwohnerzahl stieg so von 531 im Jahr 1895 auf 1124 zu Beginn des 20. Jahrhunderts.
Bereits kurz nach der Jahrhundertwende erhielt Bövinghausen mit der Straßenbahnlinie 27 auch eine Anbindung an das Netz der Westfälischen Straßenbahn, heute Bogestra. Sie verlief nach Süden über Lütgendortmund nach Langendreer, nach Norden zum Bahnhof Rauxel. Durch diese Streckenführung wurden drei Bahnstrecken im 20-Minuten-Takt miteinander verknüpft: die Ruhrgebietsstrecke der Bergisch-Märkischen Eisenbahn-Gesellschaft, die Emschertalbahn sowie die Ruhrgebietsstrecke der Köln-Mindener Eisenbahn-Gesellschaft. Dies entsprach auch der Strecke der alten Postkutsche von Witten nach Castrop. Die Strecke der Schmalspurbahn war vollständig elektrifiziert. Die Verwaltung befand sich in Gerthe, ein Depot an der Ecke Provinzialstraße / Lütgendortmunder Hellweg. Heute fährt die Buslinie 378 die Strecke der Straßenbahnlinie 27.
Am 1. April 1909 wurde das heutige Westrich nach Bövinghausen eingemeindet. Es kamen 980 Westricher zu den 3602 Einwohnern Bövinghausens hinzu. Diese Zahl stieg bis 1910 auf 4698 gemeldete Einwohner an, was u. a. den Ausbau des Bahnhofs notwendig machte.
In dieser Phase entstand um die Zeche herum eine Arbeitersiedlung im Gartenstadt-Stil, die Kolonie Landwehr. Als diese Siedlung durch weiteren Zuwachs durch neue Arbeitskräfte nicht mehr die notwendigen Kapazitäten bot, wurde in den 1920er Jahren eine zweite Siedlung an der Ober- und Unterdelle errichtet. Beide Siedlungen bestehen bis heute.
Nachdem bereits 1911 eine evangelische Kirchengemeinde gegründet wurde, errichtete man mitten im Ersten Weltkrieg eine neue katholische Jugendstilkirche, welche am 5. September 1915 feierlich eingeweiht wurde. Dies machte bisher notwendige weite Wanderungen zur nächsten Gemeinde nach Lütgendortmund unnötig.
Nach langem Tauziehen wurde Bövinghausen am 1. April 1928 schließlich nach Dortmund eingemeindet. Castrop-Rauxel, Bochum und Dortmund hatten allesamt Interesse, das wirtschaftlich wichtige Dorf aufzunehmen; die Einwohnerschaft entschied sich jedoch für Dortmund. Folgender Text erschien zur Eingemeindung Bövinghausens:

„Den äußersten Westen des neuen Groß-Dortmund wird der künftige Stadtteil Bövinghausen bilden. Die heutige Landgemeinde liegt auf der Höhe, die die Wasserscheide zwischen Ruhr und Emscher bildet. Nach allen Seiten hin geht der Blick frei in die Runde. Im Osten der Hellweg, die Kühltürme der ‚Zeche Zollern II‘, drei im gleichen Abstand, und der Turm der Kirche in Kirchlinde sind die Grenzpunkte in einem Bilde, das in der Niederung hinter Zechenhalden und Bahndämmen die Häusermassen der inneren Stadt Dortmund zeigt. Der Gradeinteilung eines Lineals gleich, stehen große und kleine schwarze Striche darin: Die Schornsteine der großen Werke.“

Schließlich bekam Bövinghausen auch eine eigene Post, da bis zu diesem Zeitpunkt das Hinterzimmer der Gaststätte „Leßmöllmann“ als Poststelle dienen musste. In Bövinghausen abgegebene Sendungen erhielten jedoch weiterhin den Dienststempel von Merklinde. Gleich neben der Dienststelle der neuen Post entstand eine Polizeistation mit einer Ausnüchterungszelle, das sogenannte „Pittermännken“.
1954 wurde die Zeche Zollern II/IV stillgelegt, weil der Betrieb aufgrund steigender Förderkosten nicht mehr wirtschaftlich war. Am 1. Oktober brachte man den letzten Kohlenwagen zu Tage. 1966 wurden auch die Seilfahrt sowie die Materialförderung eingestellt.

### 21. Jahrhundert

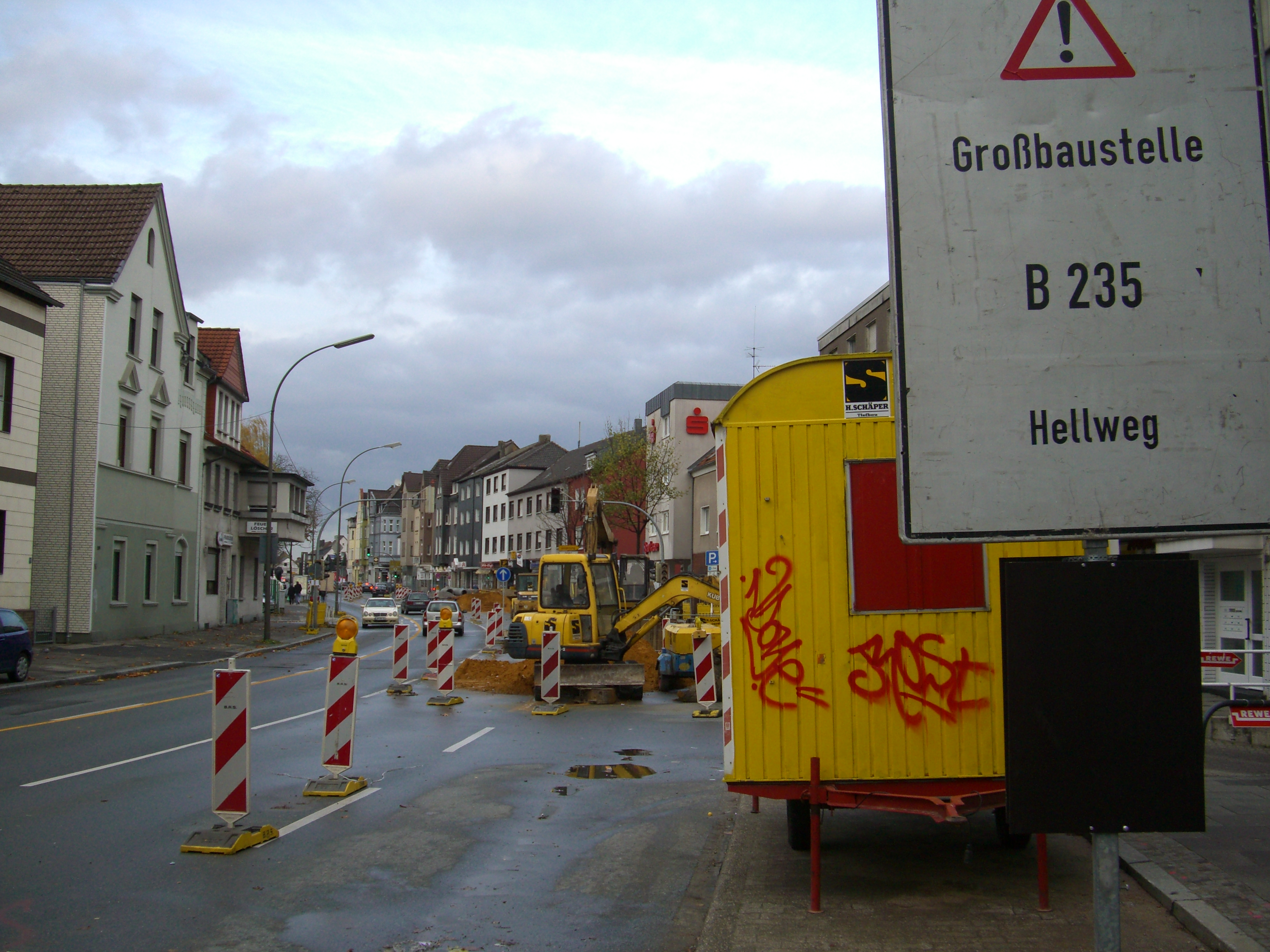
Ehemalige Großbaustelle B 235

Im Zuge einer Umbruchaktion wurde von 2006 bis 2013 die Provinzialstraße (B 235) von vier Fahrspuren auf zwei Fahrspuren mit beidseitigen Radfahrstreifen und Parkbuchten sowie mittigem Mehrzweckraum umgebaut sowie die Gas- und Abwasserleitungen erneuert. Im Oktober 2006 begannen die Umbauarbeiten von der Stadtgrenze Castrop-Rauxels bis zur Hausnummer 309.
Auf dem Gelände zwischen Bövinghauser Brücke, Bahnhof und Provinzialstraße wurde ein neues Einkaufszentrum mit Artikeln des täglichen Bedarfs errichtet. Hier findet sich heute ein Supermarkt, ein Discounter, ein Drogeriemarkt, ein Tierartikelhändler sowie ein Schuhgeschäft. Zuvor war hier lediglich ein Supermarkt zu finden.
Östlich des Bahnhofs liegt ein Neubaugebiet.

## Bevölkerung
Am 31. Dezember 2024 lebten 5.760 Einwohner in Bövinghausen.

### Bevölkerungsstruktur
Strukturdaten der Bevölkerung Bövinghausens:
- Bevölkerungsanteil der unter 18-Jährigen: 19,0 % [Dortmunder Durchschnitt: 16,2 % (2018)][6]
- Bevölkerungsanteil der mindestens 65-Jährigen: 17,7 % [Dortmunder Durchschnitt: 20,2 % (2018)][7]
- Ausländeranteil: 21,8 % [Dortmunder Durchschnitt: 22,3 % (2024)][8]
- Arbeitslosenquote: 16,3 % [Dortmunder Durchschnitt: 11,0 % (2017)][9]

Das Durchschnittseinkommen liegt etwa 10 % unter dem Dortmunder Durchschnitt.

### Einwohnerentwicklung
Im Folgenden ist die Einwohnerentwicklung Bövinghausens grafisch sowie tabellarisch dargestellt. Der Verlauf zeigt die ungefähre Entwicklung zwischen 1818 und 2006. Der plötzliche Anstieg ab dem Jahr 1900 kam durch die Eröffnung der Zeche Zollern II/IV zustande.
| Dem Diagramm liegt die nebenstehende Tabelle zugrunde. | \| Jahr \| Einwohner \| \| ---- \| --------- \| \| 1818 \| 147 \| \| 1849 \| 181 \| \| 1895 \| 531 \| \| 1901 \| 1124 \| \| 1907 \| 3602 \| \| 1908 \| 4582 \| \| 1910 \| 4698 \| \| 2006 \| 5489 \| \| 2008 \| 5387 \| \| 2011 \| 5416 \| \| 2016 \| 5601 \| \| 2018 \| 5748 \| \| 2020 \| 5737 \| \| 2022 \| 5766 \| \| 2024 \| 5760 \| |
| Jahr                                                   | Einwohner |
| 1818                                                   | 147 |
| 1849                                                   | 181 |
| 1895                                                   | 531 |
| 1901                                                   | 1124 |
| 1907                                                   | 3602 |
| 1908                                                   | 4582 |
| 1910                                                   | 4698 |
| 2006                                                   | 5489 |
| 2008                                                   | 5387 |
| 2011                                                   | 5416 |
| 2016                                                   | 5601 |
| 2018                                                   | 5748 |
| 2020                                                   | 5737 |
| 2022                                                   | 5766 |
| 2024                                                   | 5760 |

## Politik und Verwaltung
Verwaltet wird Bövinghausen durch die Verwaltungsstelle des Stadtbezirks Lütgendortmund. Bezirksvorsteher ist Heiko Brankamp (SPD).
Bövinghausen ist seit Eröffnung der Zeche Zollern ein Arbeiterdorf, in dem traditionell die SPD eine große Wählerschaft hat.

## Infrastruktur

### Straßen

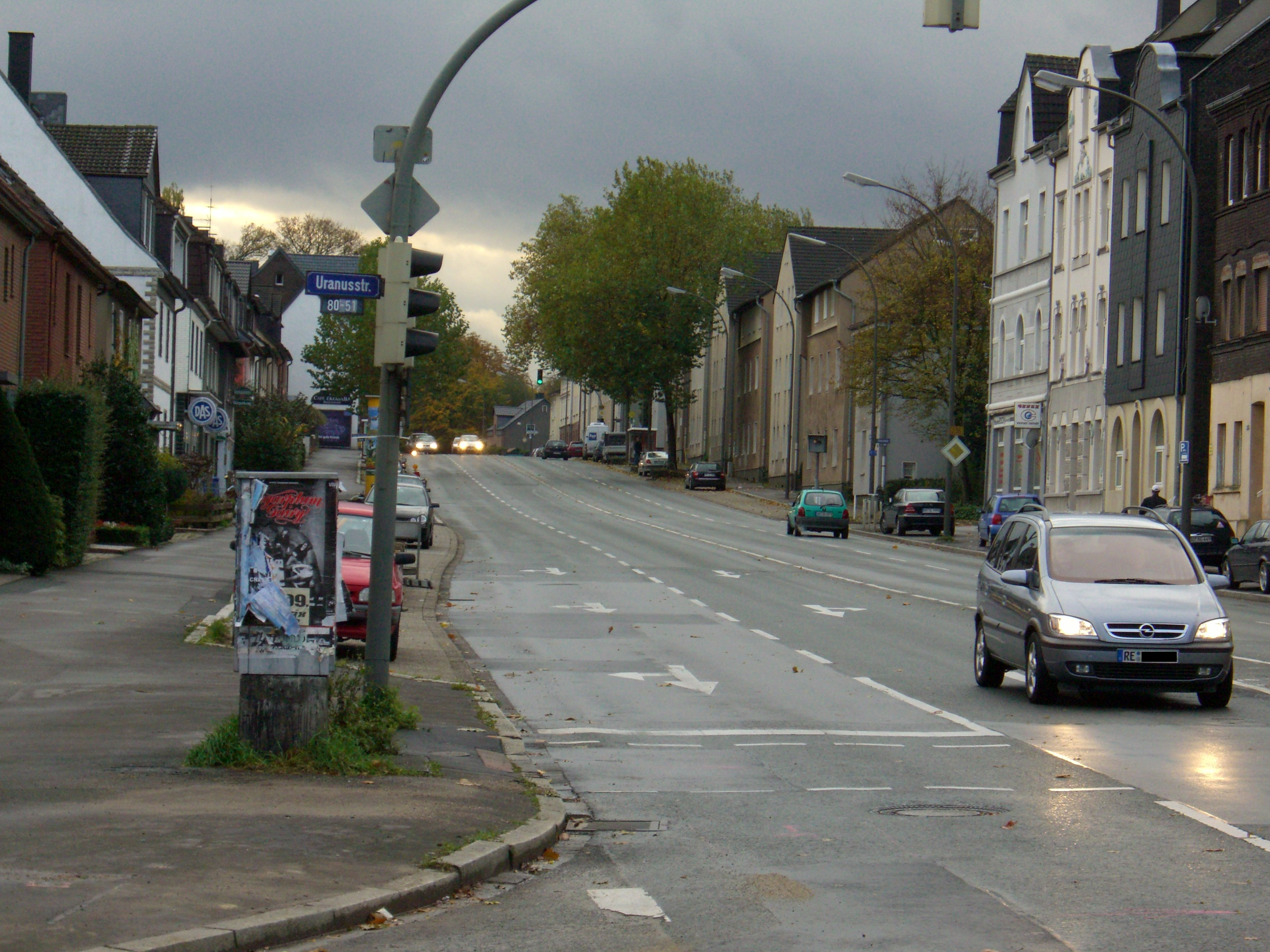
Provinzialstraße Richtung Lütgendortmund

Bövinghausen liegt an der B 235 (Provinzialstraße), welche gen Norden nach Merklinde, gen Süden nach Lütgendortmund und Bochum-Langendreer führt.
Die nächsten Autobahnanschlussstellen gehören zur A 45 zwischen Kirchlinde und Marten bzw. zur A 40, die später zur B 1 wird, in Lütgendortmund. Die schnellste Verbindung in die Innenstadt bietet sich durch letztere Anschlussstelle an die A 40 bzw. durch die Verbindungsstraße OWIIIa (umgangssprachlich „Hafenzubringer“ oder „Tangente“) in Kirchlinde.
Viele Bövinghauser Straßen tragen den Namen der Planeten des Sonnensystems. So existieren beispielsweise eine Saturnstraße, eine Erdestraße, eine Neptunstraße sowie eine Uranusstraße.

### Öffentliche Verkehrsmittel

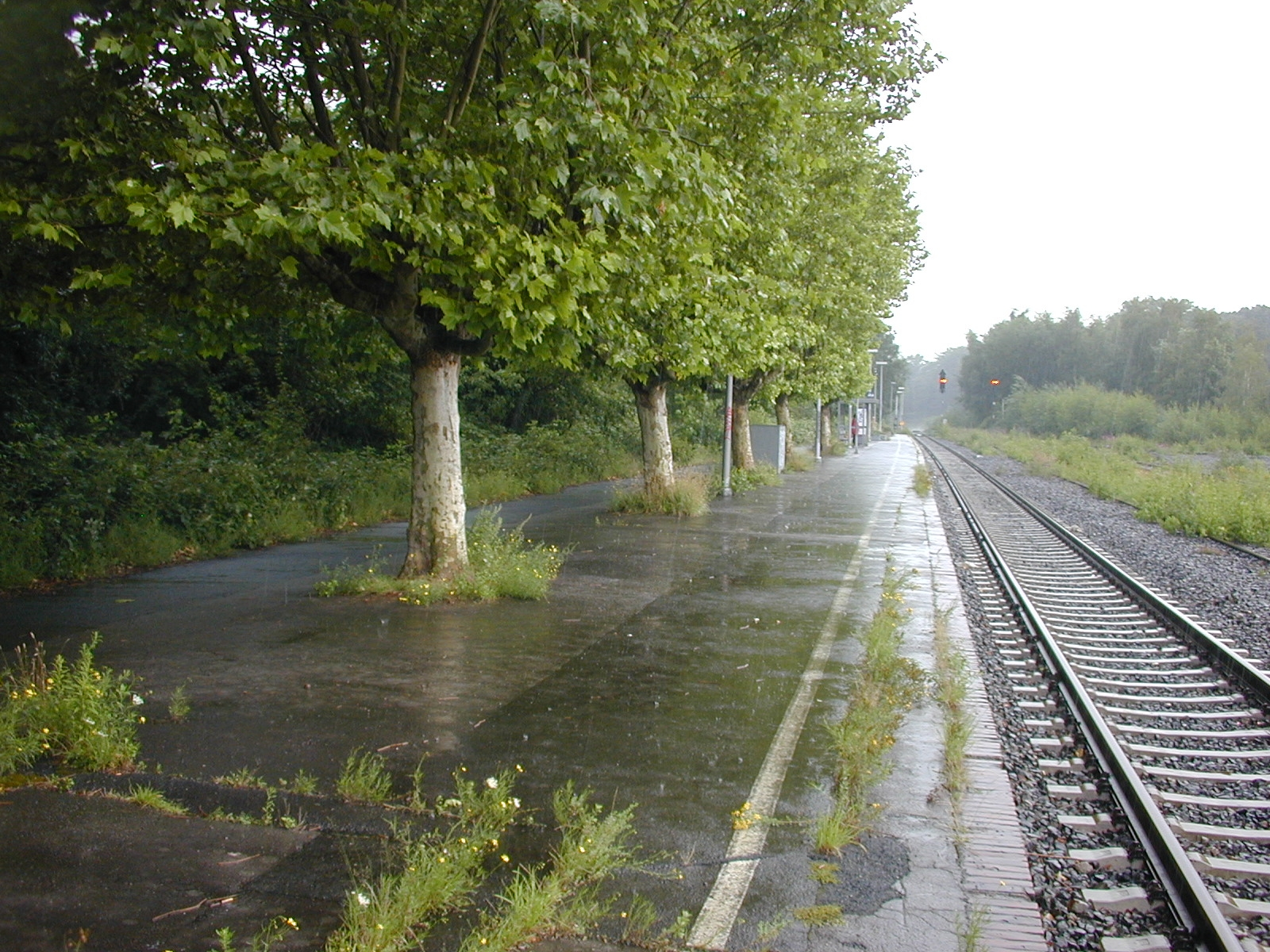
Bahnhof Dortmund-Bövinghausen

Der Vorort besitzt des Weiteren sechs Bushaltestellen, die von drei Linien (378, 20-Minuten-Taktung, Bogestra; 462/NE9, 20-Minuten-Taktung/täglich, DSW21) bedient werden, sowie einen Bahnhof der Deutschen Bahn AG, an dem die Regionalbahn der Linie 43 (Emschertal-Bahn an der Strecke Herne–Castrop-Rauxel Süd–Dortmund) stündlich verkehrt und Bövinghausen mit dem Stadtzentrum oder unter anderem mit Castrop-Rauxel, Wanne-Eickel Hauptbahnhof und Dorsten verbindet. Die Linie wird seit Dezember 2015 durch DB Regio NRW betrieben, nachdem zuvor für die Jahre 2007 bis 2015 die NordWestBahn die Ausschreibungen zum Betrieb der Bahnlinie gewonnen hatte.
| Linie | Verlauf | Takt   |
| ----- | --- | ------ |
| RB 43 | Emschertal-Bahn: Dorsten – Feldhausen – Gladbeck-Zweckel – Gladbeck Ost – Gelsenkirchen-Buer Süd – Gelsenkirchen Zoo – Wanne-Eickel Hbf – Herne – Herne-Börnig – Castrop-Rauxel Süd – Castrop-Rauxel-Merklinde – Dortmund-Bövinghausen – Dortmund-Lütgendortmund Nord – Dortmund-Marten – Dortmund-Rahm – Dortmund-Huckarde Nord – Dortmund Hbf Stand: Fahrplanwechsel Dezember 2021 | 60 min |

In Planung ist seit Jahren die Weiterführung der S-Bahn-Linie 4 über den Bahnhof Dortmund-Lütgendortmund hinaus via Bövinghausen nach Castrop-Rauxel, was eine viel schnellere Verbindung ins Dortmunder Stadtzentrum und nach Gelsenkirchen sowie Essen böte.
| Haltestelle             | Linien        |
| ----------------------- | ------------- |
| Bövinghauser Dorfstraße | 378, 462, NE9 |
| Bövinghausen Friedhof   | 378, 462      |
| Bövinghausen Oberdelle  | 378, 462, NE9 |
| Bövinghauser Straße     | 378, 462, NE9 |
| Bövinghausen Bahnhof    | 462, RB 43    |
| Industriemuseum Zollern | 462, NE9      |
| An der Brandheide       | 462           |

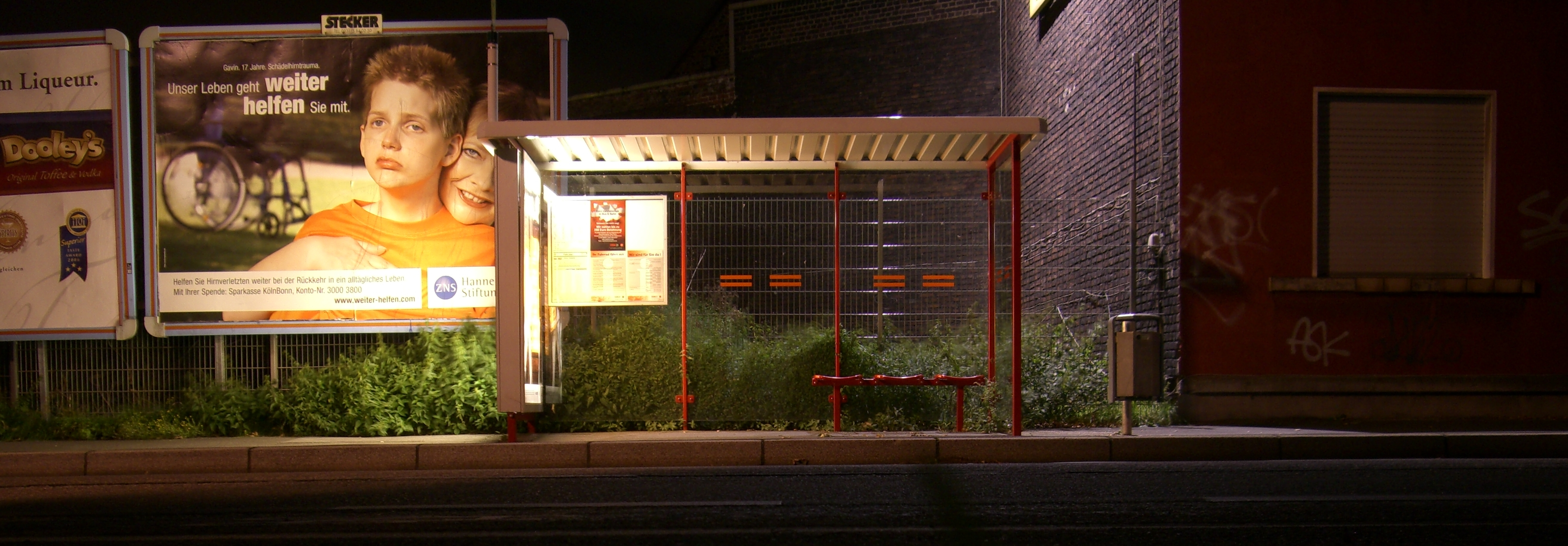
Haltestelle An der Brandheide bei Nacht

Die Reihenfolge der Haltestellen versteht sich von Süden nach Norden sowie von Westen nach Osten.

## Wirtschaft

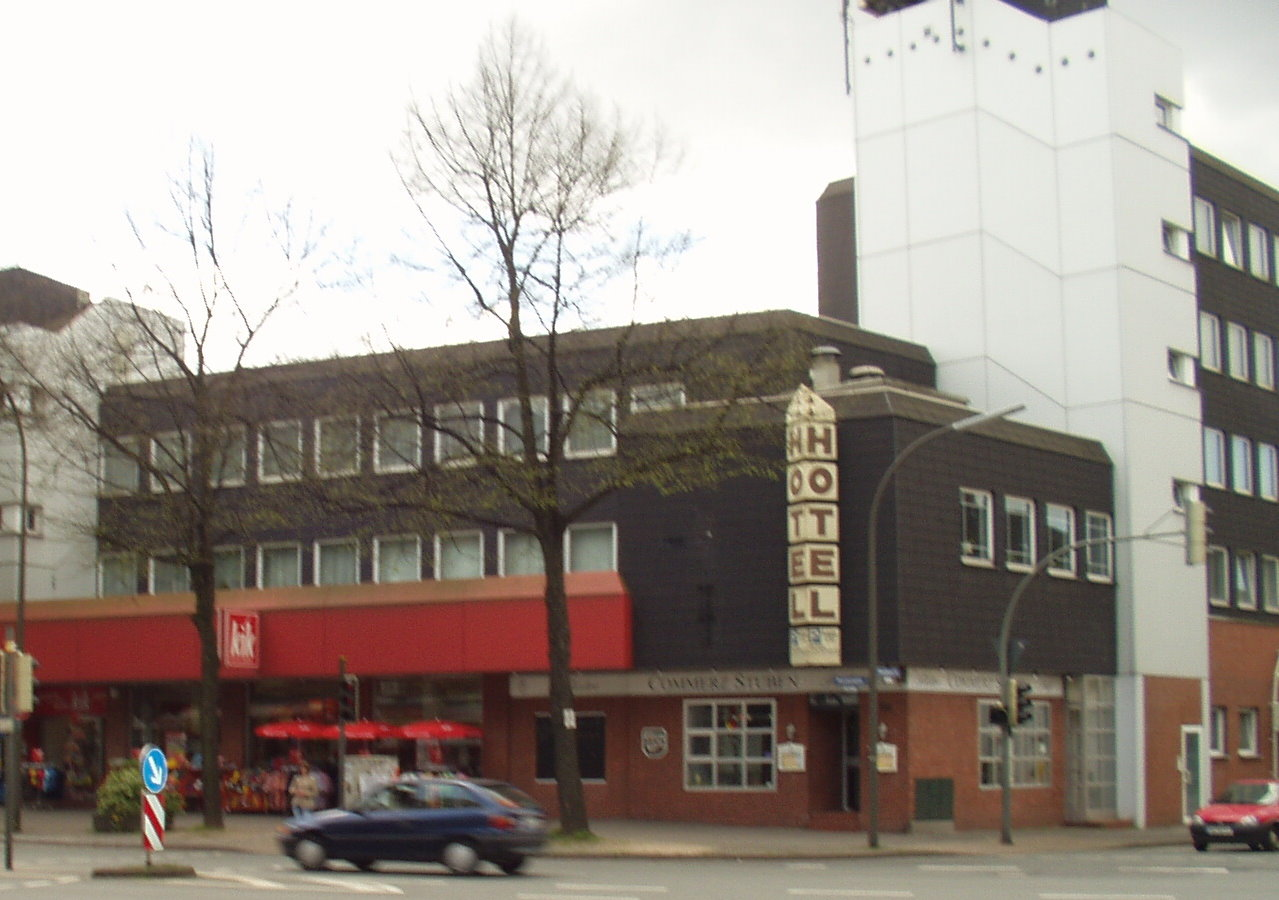
Hotel Commerz (jetzt Days Inn) an der B 235

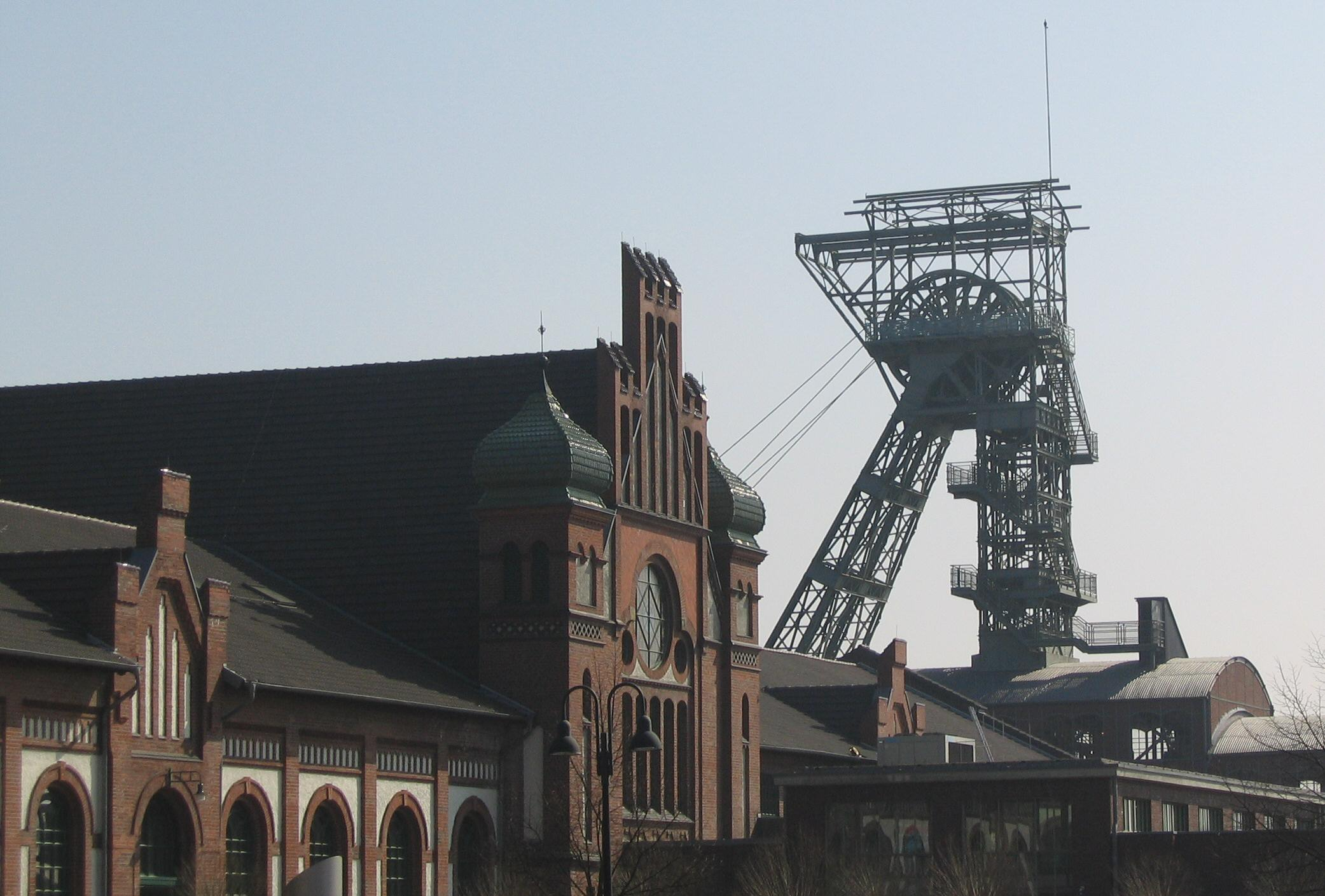
Förderturm der Zeche Zollern II/IV

Während der zentral gelegene Teil Bövinghausens eher städtisch geprägt ist, gibt es im westlichen Teil mehrere landwirtschaftliche Betriebe, sowie Reithöfen. Der östliche Teil besteht aus der historischen Siedlung um die Zeche Zollern und, wie der überwiegende Teil des Vorortes, aus Wohnbebauung.

### Tourismus
Der wohl wichtigste touristische Ort ist das Industriedenkmal Zeche Zollern II/IV an der Grubenstraße, die 1898 eröffnet wurde. Sie ist eine wichtige Station auf der Route der Industriekultur.
Einen wichtigen Faktor für den Tourismus spielt auch das 1980 erbaute und 1991 erweiterte Hotel Commerz, welches 2014 in die Hotelkette Days Inn integriert wurde und nun den Namen Days Inn Dortmund West Hotel trägt.

### Händler und Lokale
In Bövinghausen haben sich zahlreiche Händler angesiedelt. Große Ketten wie ALDI, Rewe und Edeka haben hier Filialen. In einem in den 2010er Jahren gebauten Ladenzentrum mit Penny, DM und weiteren Geschäften des täglichen Bedarfs befindet sich gleichfalls eine Post-Annahmestelle innerhalb des Rewe-Marktes.

## Sehenswürdigkeiten

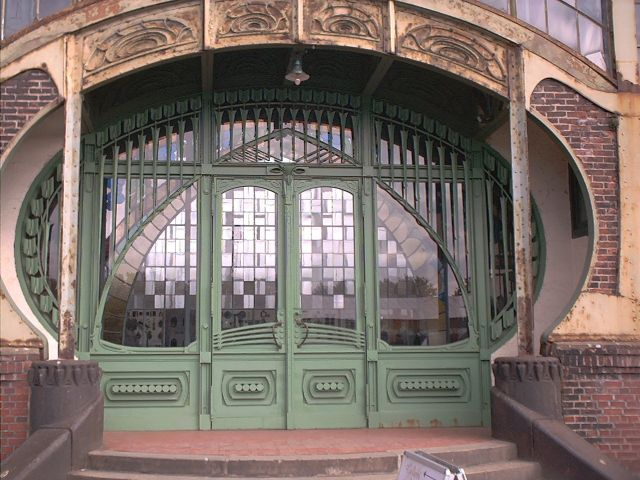
Eingang zur Maschinenhalle der Zeche Zollern II/IV

Herausragendes Erbe in Bövinghausen ist die Zeche Zollern, die mit ihrem Jugendstil-Eingangsbereich und der marmornen Elektromaschinenhalle einzigartig im deutschen Steinkohlenbergbau ist. Diese frühere Zeche ist heute ein Industriemuseum, wie es in Dortmund sonst nur noch das Hoesch-Museum gibt, in Essen die Villa Hügel und in Bochum das Bergbaumuseum. Der buntverglaste Eingang zur Fördermaschinenhalle führt heute in eine Veranstaltungshalle für kulturelle Ereignisse. Hier spielte der französische Pianist Jacques Loussier im Rahmen des Klavierfestivals Ruhr mit seiner Jazz-Combo.
Ebenfalls interessant für Besucher ist der Reitverein Dortmund-West, der im Westen Bövinghausens mehrmals jährlich große Turniere veranstaltet.
Direkt an der Nordgrenze von Bövinghausen zu Castrop-Rauxel liegt in einem Hinterhof die Clubanlage des Modelleisenbahnvereins Castrop-Rauxel (gegründet 1987) im Obergeschoss eines ehemaligen Gewerbebetriebs. Sie ist eine der größten Modelleisenbahnen im Ruhrgebiet, die gelegentlich an Clubtagen gegen geringe Gebühr zu besichtigen ist.
Nördlich an Bövinghausen vorbei führt der ehemals geplante Neue Hellweg, der ursprünglich zur Entlastung des Ruhrschnellwegs konzipiert wurde. Seine Trassenführung quert die Bundesstraße 235 (Provinzialstraße). Er endet östlich von Bövinghausen neben einer seit nahezu 30 Jahren ungenutzten so genannten Soda-Brücke.

## Religion
Bövinghausen besitzt eine evangelische sowie katholische Kirchengemeinde. Außerdem befindet sich im südöstlichen Teil des Ortes an der Oberdelle eine Moschee.

## Kultur und Sport

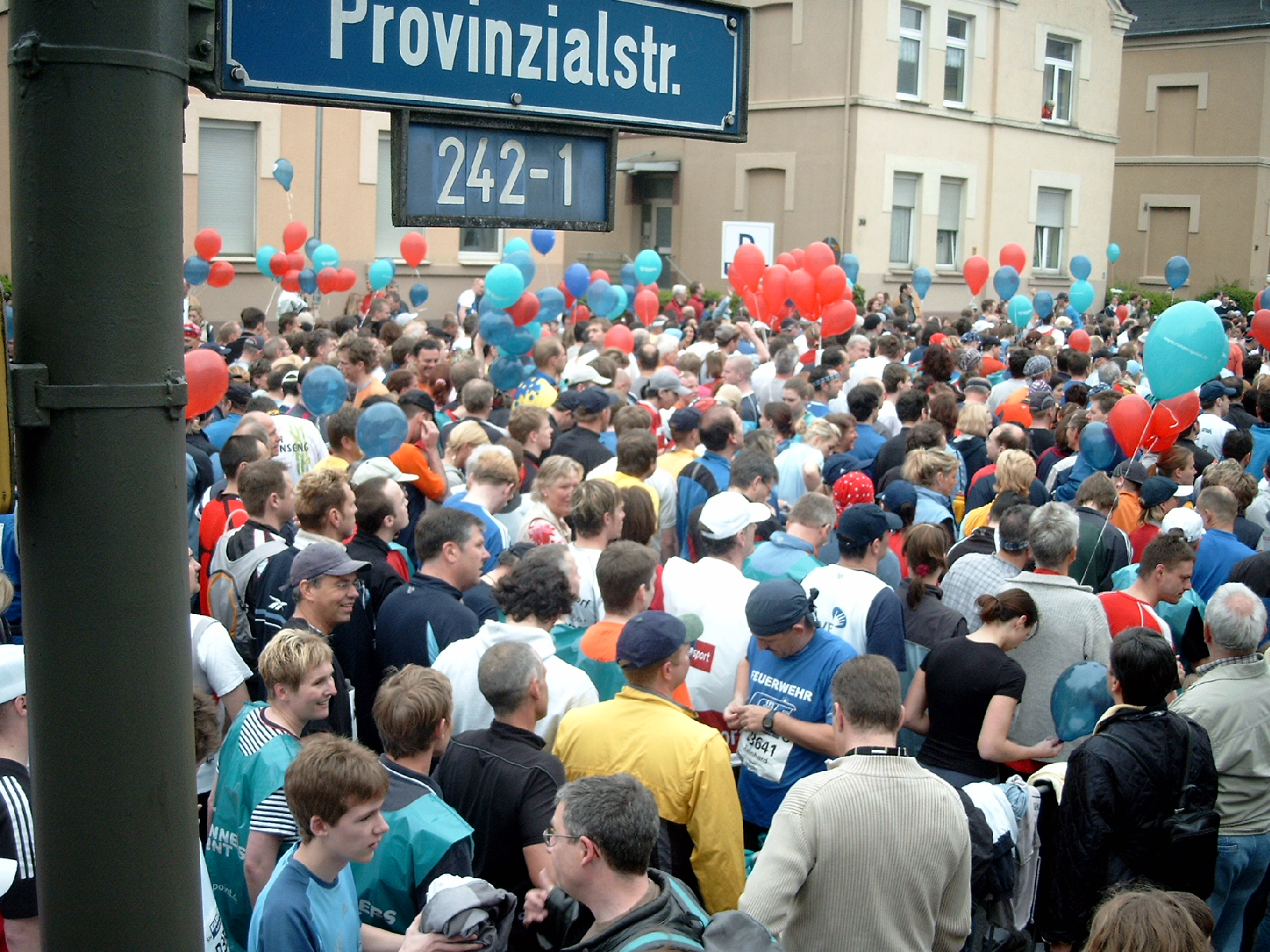
Warteschlange des 3. Ruhrmarathons

Ein weiteres kulturelles und sportliches Highlight der letzten Jahre war der Ruhrmarathon, dessen erstes Halbmarathon-Ziel die Zeche Zollern II/IV war. In den beiden Folgejahren war das benachbarte Lütgendortmund Startort des Marathons, tausende Teilnehmer standen jedoch bis nach Bövinghausen. Der Marathon fand in einem jährlichen Zyklus statt.
Auf dem Gelände des ehemaligen Marktplatzes in der Nähe des Bahnhofs befindet sich heute das Bürgerhaus Bövinghausens, welches für diverse Veranstaltungen genutzt wird und angemietet werden kann.
Es wurde von der Heinz und Ilse Schulze Stiftung erbaut, die sich vor allem für die Förderung Bövinghauser Sportvereine einsetzt, aber auch in Sachen Verbesserung der Bildung und Erziehung aktiv wird.
Des Weiteren hat sich das Kolpingwerk, welches mit der lokalen katholischen Gemeinde eng verknüpft ist, in Bövinghausen angesiedelt.

### Vereine
Im Süden des Stadtteils liegt der Fußballplatz des örtlichen Ballvereins TuS Bövinghausen '04. Der Verein besitzt seit seiner Gründung 1904 außerdem eine Taekwondo-Abteilung. Das Training findet in der Sporthalle der Freiligrath-Grundschule im Zentrum Bövinghausens statt.
Im äußersten Norden an der Stadtgrenze zu Castrop-Rauxel liegt die 23.633 Quadratmeter große Anlage des Kleingartenvereins Bergmannsruh mit rund 43 Gärten. Im Westen, direkt neben dem Stemmkewald, befindet sich die Kleingartenanlage Auf der Kuhle mit einer Gesamtfläche von 25.799 Quadratmetern und 34 Gärten.

### Regelmäßige Veranstaltungen
Der Geierabend findet jedes Jahr zwischen Januar und Februar auf der Zeche Zollern statt und zählt zu den beliebtesten und erfolgreichsten Comedyveranstaltungen im Ruhrgebiet.

## Natur

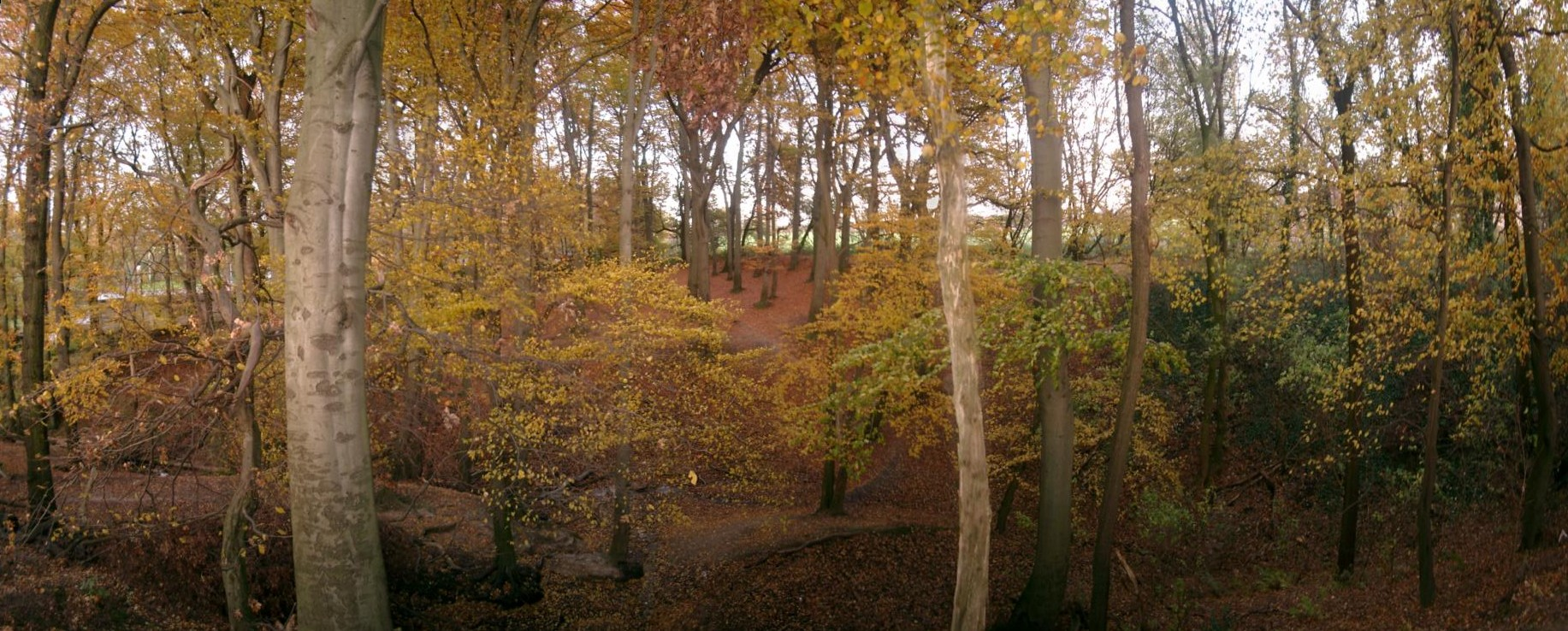
Stemmkewald

Bövinghausen ist von zahlreichen Grünflächen umgeben. Dabei handelt es sich um den Bövinghauser Volksgarten, der sich vom Zentrum nahe dem Bahnhof gen Osten erstreckt und nahtlos in den Volksgarten Lütgendortmund übergeht. Am östlichen Rand Bövinghausens an der Grenze zu Westrich liegt die Brandheide, die heute der Landwirtschaft zur Verfügung steht. Westlich des Ortes befindet sich das Naturschutzgebiet Oelbachtal, das sich auf Bochumer Gebiet fortsetzt und ebenfalls von landwirtschaftlichen Nutzflächen umrandet ist. Hier fließt der Oelbach, welcher hier zusätzlich durch weitere Quellen gespeist wird. Ein Zufluss, die Stemmke (auch Stenbocke genannt), ist umgeben von Laubwald, in dem größtenteils Buchen und vereinzelt Eichen wachsen. Westlich der Stemmke schließt ein zum Teil mooriges Wiesengebiet an die Agrarflächen an, die ebenfalls zum Naturschutzgebiet gehören.

## Schule und Bildung

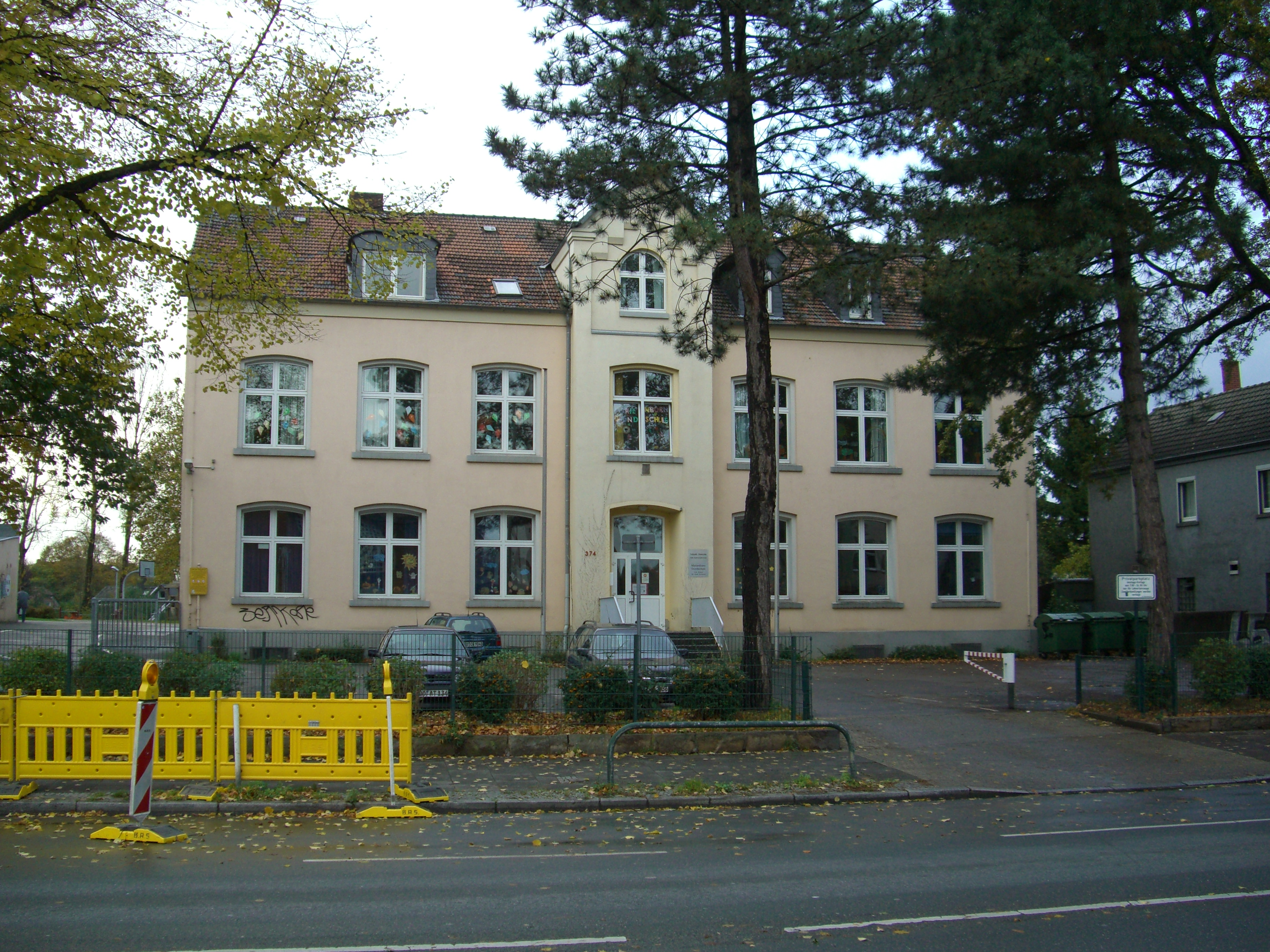
Marienborn-Grundschule

In Bövinghausen befinden sich zwei Grundschulen. Die katholische Marienborn-Grundschule teilt sich mit der öffentlichen Freiligrath-Grundschule ein Gelände im Zentrum Bövinghausens. Die Hauptschule, die zwischenzeitlich nicht mehr in Betrieb ist, liegt im Westen Bövinghausens an der Grenze zu Bochum und Castrop-Rauxel. Benachbart wird sie von der Kindertagesstätte Kita Kunterbunt. Die evangelische sowie die katholische Kirchengemeinde unterhalten außerdem eigene Kindergärten.
Gymnasiale Schüler besuchen meist das Bert-Brecht-Gymnasium in Kirchlinde oder das Adalbert-Stifter-Gymnasium in Castrop-Rauxel. Realschüler besuchen die Droste-Hülshoff-Realschule, die ebenfalls in Kirchlinde liegt. Gesamtschülern steht die Heinrich-Böll-Gesamtschule in Lütgendortmund zur Verfügung, welche unter anderem eine Zweigstelle der Stadt- und Landesbibliothek beherbergt.

## Persönlichkeiten
- Erich Schanko (1919–2005) spielte vor seinem Wechsel zu Borussia Dortmund beim TuS Bövinghausen '04 Fußball und wurde später in die deutsche Nationalmannschaft berufen. Vor seiner Fußballkarriere war er Lehrling auf der Zeche Zollern.
- Ernst Schulte Strathaus (1881–1968), Buchwissenschaftler, Amtsleiter für Kunst- und Kulturfragen im Stab von Rudolf Heß
- Ildefons Schulte Strathaus (1887–1971), Abt der Benediktinerabtei Michaelsberg in Siegburg
- Michael Reh (* 1962), Fotograf und Autor, wuchs in Bövinghausen auf
- Anna Engelke (* 1969), Journalistin, wuchs in Bövinghausen auf

## Trivia
- Die ARD drehte mehrere Folgen der Unterhaltungssendung Immer wieder sonntags auf der Zeche Zollern.
- Die Handlung des Krimis Mord im Sumpf von Reinhard Bottländer spielt in dem im Westen Bövinghausens liegenden Stemmkewald.